# Municipio de Portage (condado de Potter)
El municipio de Portage (en inglés: Portage Township) es un municipio ubicado en el condado de Potter en el estado estadounidense de Pensilvania. En el año 2000 tenía una población de 223 habitantes y una densidad poblacional de 2 personas por km².

## Geografía
El municipio de Portage se encuentra ubicado en las coordenadas 41°36′57″N 78°04′23″O / 41.61583, -78.07306.

## Demografía
Según la Oficina del Censo en 2000 los ingresos medios por hogar en la localidad eran de $42,083 y los ingresos medios por familia eran $41,875. Los hombres tenían unos ingresos medios de $28,281 frente a los $25,625 para las mujeres. La renta per cápita para la localidad era de $19,404. Alrededor del 7,3% de la población estaban por debajo del umbral de pobreza.